# Мікаель Лустіг
Мікае́ль Лу́стіг (швед. Mikael Lustig; нар.13 грудня 1986, Умео) —  колишній шведський футболіст, грав на позиції правий захисника в клубі АІК та національнії збірнії Швеції.

## Клубна кар'єра
Вихованець футбольної школи клубу «Сандокернс».
У дорослому футболі дебютував 2005 року виступами за команду клубу «Умео», в якій провів один сезон, взявши участь у 34 матчах чемпіонату.
Своєю грою за цю команду привернув увагу представників тренерського штабу клубу «ГІФ Сундсвалль», до складу якого приєднався 2005 року. Відіграв за команду з Сундсвалля наступні чотири сезони своєї ігрової кар'єри. Більшість часу, проведеного у складі «Сундсвалля», був основним гравцем захисту команди.
2008 року уклав контракт з норвезьким клубом «Русенборг», у складі якого провів наступні 3,5 роки своєї кар'єри гравця. Граючи у складі «Русенборга» також здебільшого виходив на поле в основному складі команди.
На початку 2012 року перейшов до шотландського «Селтіка». Відіграв за «кельтів» наступні сім з половиною сезонів, провівши в усіх турнірах 270 матчів. За цей час клуб незмінно ставав чемпіоном Шотландії (загалом вісім разів), по чотири рази ставав володарем Кубка Шотландії і Кубка шотландської ліги.
Влітку 2019 року вирішив залишити «Селтік» і уклав контракт з бельгійським «Гентом». У складі цієї команди досвідчений захисник не став гравцем основного складу і, провівши за сезон 16 матчів, залишив Бельгію.
Повернувшись на батьківщину, наприкінці серпня 2020 року уклав однорічну угоду з клубом АІК.

## Виступи за збірні
2004 року дебютував у складі юнацької збірної Швеції, взяв участь в одній грі на юнацькому рівні.
Протягом 2006–2007 років залучався до складу молодіжної збірної Швеції. На молодіжному рівні зіграв в 11 офіційних матчах, забив 1 гол.
2008 року дебютував в офіційних матчах у складі національної збірної Швеції. Наразі провів у формі головної команди країни 83 матчі, забивши шість голів.
| Дата       | Місто           | Господарі         | Результат               | Гості                | Турнір                               | Голи | Примітки |
| ---------- | --------------- | ----------------- | ----------------------- | -------------------- | ------------------------------------ | ---- | -------- |
| 19-1-2008  | Карсон          | США               | 2 – 0                   | Швеція               | товариський матч                     | -    |          |
| 18-11-2009 | Чезена          | Італія            | 1 – 0                   | Швеція               | товариський матч                     | -    | 72'      |
| 20-1-2010  | Маскат          | Оман              | 0 – 1                   | Швеція               | товариський матч                     | -    | 76'      |
| 23-1-2010  | Дамаск          | Сирія             | 1 – 1                   | Швеція               | товариський матч                     | -    | 46'      |
| 3-3-2010   | Суонсі          | Уельс             | 0 – 1                   | Швеція               | товариський матч                     | -    | 73'      |
| 29-5-2010  | Стокгольм       | Швеція            | 4 – 2                   | Боснія і Герцеговина | товариський матч                     | -    | 75'      |
| 2-6-2010   | Мінськ          | Білорусь          | 0 – 1                   | Швеція               | товариський матч                     | -    |          |
| 11-8-2010  | Стокгольм       | Швеція            | 3 – 0                   | Шотландія            | товариський матч                     | -    | 46'      |
| 3-9-2010   | Стокгольм       | Швеція            | 2 – 0                   | Угорщина             | Відбір до ЧЄ 2012                    | -    |          |
| 7-9-2010   | Мальме          | Швеція            | 6 – 0                   | Сан-Марино           | Відбір до ЧЄ 2012                    | -    |          |
| 12-10-2010 | Амстердам       | Нідерланди        | 4 – 1                   | Швеція               | Відбір до ЧЄ 2012                    | -    |          |
| 17-11-2010 | Гетеборг        | Швеція            | 0 – 0                   | Німеччина            | товариський матч                     | -    | 69'      |
| 9-2-2011   | Нікосія         | Швеція            | 1 – 1 д.ч. (5 – 6 п.п.) | Україна              | товариський матч                     | -    |          |
| 29-3-2011  | Стокгольм       | Швеція            | 2 – 1                   | Молдова              | Відбір до ЧЄ 2012                    | 1    |          |
| 3-6-2011   | Кишинів         | Молдова           | 1 – 4                   | Швеція               | Відбір до ЧЄ 2012                    | -    |          |
| 7-6-2011   | Стокгольм       | Швеція            | 5 – 0                   | Фінляндія            | Відбір до ЧЄ 2012                    | -    |          |
| 10-8-2011  | Харків          | Україна           | 0 – 1                   | Швеція               | товариський матч                     | -    | 62'      |
| 2-9-2011   | Будапешт        | Угорщина          | 2 – 1                   | Швеція               | Відбір до ЧЄ 2012                    | -    |          |
| 6-9-2011   | Серравалле      | Сан-Марино        | 0 – 5                   | Швеція               | Відбір до ЧЄ 2012                    | -    |          |
| 7-10-2011  | Гельсінкі       | Фінляндія         | 1 – 2                   | Швеція               | Відбір до ЧЄ 2012                    | -    |          |
| 11-10-2011 | Стокгольм       | Швеція            | 3 – 2                   | Нідерланди           | Відбір до ЧЄ 2012                    | -    |          |
| 11-11-2011 | Копенгаген      | Данія             | 2 – 0                   | Швеція               | товариський матч                     | -    | 63'      |
| 15-11-2011 | Лондон          | Англія            | 1 – 0                   | Швеція               | товариський матч                     | -    | 55'      |
| 5-6-2012   | Стокгольм       | Швеція            | 2 – 1                   | Сербія               | товариський матч                     | -    | 74'      |
| 11-6-2012  | Київ            | Україна           | 2 – 1                   | Швеція               | ЧЄ 2012 - 1-й етап                   | -    |          |
| 15-6-2012  | Київ            | Швеція            | 2 – 3                   | Англія               | ЧЄ 2012 - 1-й етап                   | -    | 66'      |
| 6-9-2012   | Гельсінгборг    | Швеція            | 1 – 0                   | КНР                  | товариський матч                     | -    | 20'      |
| 11-9-2012  | Мальме          | Швеція            | 2 – 0                   | Казахстан            | Відбір до ЧС 2014                    | -    |          |
| 12-10-2012 | Торсгавн        | Фарерські острови | 1 – 2                   | Швеція               | Відбір до ЧС 2014                    | -    |          |
| 16-10-2012 | Берлін          | Німеччина         | 4 – 4                   | Швеція               | Відбір до ЧС 2014                    | 1    |          |
| 14-11-2012 | Стокгольм       | Швеція            | 4 – 2                   | Англія               | товариський матч                     | -    | 73'      |
| 6-2-2013   | Стокгольм       | Швеція            | 2 – 3                   | Аргентина            | товариський матч                     | -    | 60'      |
| 22-3-2013  | Стокгольм       | Швеція            | 0 – 0                   | Ірландія             | Відбір до ЧС 2014                    | -    | 46'      |
| 3-6-2013   | Мальме          | Швеція            | 1 – 0                   | Північна Македонія   | товариський матч                     | -    | 46'      |
| 7-6-2013   | Відень          | Австрія           | 2 – 1                   | Швеція               | Відбір до ЧС 2014                    | -    |          |
| 11-6-2013  | Стокгольм       | Швеція            | 2 – 0                   | Фарерські острови    | Відбір до ЧС 2014                    | -    |          |
| 14-8-2013  | Стокгольм       | Швеція            | 4 – 2                   | Норвегія             | товариський матч                     | -    | 77'      |
| 6-9-2013   | Дублін          | Ірландія          | 1 – 2                   | Швеція               | Відбір до ЧС 2014                    | -    | 64'      |
| 11-10-2013 | Стокгольм       | Швеція            | 2 – 1                   | Австрія              | Відбір до ЧС 2014                    | -    | 66'      |
| 15-11-2013 | Лісабон         | Португалія        | 1 – 0                   | Швеція               | Відбір до ЧС 2014                    | -    |          |
| 19-11-2013 | Стокгольм       | Швеція            | 2 – 3                   | Португалія           | Відбір до ЧС 2014                    | -    |          |
| 28-5-2014  | Копенгаген      | Данія             | 1 – 0                   | Швеція               | товариський матч                     | -    | 70'      |
| 1-6-2014   | Стокгольм       | Швеція            | 0 – 2                   | Бельгія              | товариський матч                     | -    | 85'      |
| 15-11-2014 | Подгориця       | Чорногорія        | 1 – 1                   | Швеція               | Відбір до ЧС 2014                    | -    | 46'      |
| 9-10-2015  | Вадуц           | Ліхтенштейн       | 0 – 2                   | Швеція               | Відбір до ЧЄ 2016                    | -    | 60'      |
| 12-10-2015 | Стокгольм       | Швеція            | 2 – 0                   | Молдова              | Відбір до ЧЄ 2016                    | -    | 83'      |
| 14-11-2015 | Стокгольм       | Швеція            | 2 – 1                   | Данія                | Відбір до ЧЄ 2016                    | -    |          |
| 17-11-2015 | Копенгаген      | Данія             | 2 – 2                   | Швеція               | Відбір до ЧЄ 2016                    | -    |          |
| 24-3-2016  | Анталія         | Туреччина         | 2 – 1                   | Швеція               | товариський матч                     | -    |          |
| 29-3-2016  | Стокгольм       | Швеція            | 1 – 1                   | Чехія                | товариський матч                     | -    | 80'      |
| 30-5-2016  | Мальме          | Швеція            | 0 – 0                   | Словенія             | товариський матч                     | -    | 46'      |
| 5-6-2016   | Стокгольм       | Швеція            | 3 – 0                   | Уельс                | товариський матч                     | 1    |          |
| 13-6-2016  | Сен-Дені        | Ірландія          | 1 – 1                   | Швеція               | ЧЄ 2016 - 1-й етап                   | -    | 45'      |
| 6-9-2016   | Стокгольм       | Швеція            | 1 – 1                   | Нідерланди           | Відбір до ЧС 2018                    | -    | 35'      |
| 7-10-2016  | Люксембург      | Люксембург        | 0 – 1                   | Швеція               | Відбір до ЧС 2018                    | 1    |          |
| 25-3-2017  | Стокгольм       | Швеція            | 4 – 0                   | Білорусь             | Відбір до ЧС 2018                    | -    |          |
| 28-3-2017  | Фуншал          | Португалія        | 2 – 3                   | Швеція               | товариський матч                     | -    | 70'      |
| 9-6-2017   | Стокгольм       | Швеція            | 2 – 1                   | Франція              | Відбір до ЧС 2018                    | -    |          |
| 31-8-2017  | Софія           | Болгарія          | 3 – 2                   | Швеція               | Відбір до ЧС 2018                    | 1    |          |
| 3-9-2017   | Борисов         | Білорусь          | 0 – 4                   | Швеція               | Відбір до ЧС 2018                    | -    |          |
| 7-10-2017  | Стокгольм       | Швеція            | 8 – 0                   | Люксембург           | Відбір до ЧС 2018                    | 1    | 62'      |
| 10-10-2017 | Амстердам       | Нідерланди        | 2 – 0                   | Швеція               | Відбір до ЧС 2018                    | -    | 55'      |
| 13-11-2017 | Мілан           | Італія            | 0 – 0                   | Швеція               | Відбір до ЧС 2018                    | -    | 65'      |
| 24-3-2018  | Стокгольм       | Швеція            | 1 – 2                   | Чилі                 | товариський матч                     | -    | 45' 81'  |
| 2-6-2018   | Стокгольм       | Швеція            | 0 – 0                   | Данія                | товариський матч                     | -    | 74'      |
| 9-6-2018   | Гетеборг        | Швеція            | 0 – 0                   | Перу                 | товариський матч                     | -    | 70'      |
| 18-6-2018  | Нижній Новгород | Швеція            | 1 – 0                   | Південна Корея       | ЧС 2018 - 1-й етап                   | -    |          |
| 23-6-2018  | Сочі            | Німеччина         | 2 – 1                   | Швеція               | ЧС 2018 - 1-й етап                   | -    |          |
| 27-6-2018  | Єкатеринбург    | Мексика           | 0 – 3                   | Швеція               | ЧС 2018 - 1-й етап                   | -    | 88'      |
| 3-7-2018   | Санкт-Петербург | Швеція            | 1 – 0                   | Швейцарія            | ЧС 2018 - 1/8 фіналу                 | -    | 31' 82'  |
| 10-9-2018  | Стокгольм       | Швеція            | 2 – 3                   | Туреччина            | Ліга націй УЄФА 2018-2019 - 1-й етап | -    | 78'      |
| 11-10-2018 | Калінінград     | Росія             | 0 – 0                   | Швеція               | Ліга націй УЄФА 2018-2019 - 1-й етап | -    |          |
| 17-11-2018 | Ескішехір       | Туреччина         | 0 – 1                   | Швеція               | Ліга націй УЄФА 2018-2019 - 1-й етап | -    |          |
| 20-11-2018 | Стокгольм       | Швеція            | 2 – 0                   | Росія                | Ліга націй УЄФА 2018-2019 - 1-й етап | -    |          |
| 23-3-2019  | Стокгольм       | Швеція            | 2 – 1                   | Румунія              | Відбір до ЧЄ 2020                    | -    | 24'      |
| 7-6-2019   | Стокгольм       | Швеція            | 3 – 0                   | Мальта               | Відбір до ЧЄ 2020                    | -    |          |
| 10-6-2019  | Мадрид          | Іспанія           | 3 – 0                   | Швеція               | Відбір до ЧЄ 2020                    | -    |          |
| 5-9-2019   | Торсгавн        | Фарерські острови | 0 – 4                   | Швеція               | Відбір до ЧЄ 2020                    | -    | 46'      |
| 8-9-2019   | Стокгольм       | Швеція            | 1 – 1                   | Норвегія             | Відбір до ЧЄ 2020                    | -    |          |
| 12-10-2019 | Та-Калі         | Мальта            | 0 – 4                   | Швеція               | Відбір до ЧЄ 2020                    | -    |          |
| 15-10-2019 | Стокгольм       | Швеція            | 1 – 1                   | Іспанія              | Відбір до ЧЄ 2020                    | -    |          |
| 15-11-2019 | Бухарест        | Румунія           | 0 – 2                   | Швеція               | Відбір до ЧЄ 2020                    | -    |          |
| 5-09-2020  | Стокгольм       | Швеція            | 0 – 1                   | Франція              | Ліга націй УЄФА 2020—2021            | -    |          |
| Усього     |                 | Матчів            | 83                      |                      | Голів                                | 6    |          |

## Титули і досягнення
- Чемпіон Норвегії (2):

«Русенборг»:  2009, 2010
- Володар Суперкубка Норвегії (1):

«Русенборг»:  2010
- Володар Кубка Шотландії (4):

«Селтік»:  2012–13, 2016–17, 2017–18, 2018–19
- Чемпіон Шотландії (8):

«Селтік»:  2011–12, 2012–13, 2013–14, 2014–15, 2015–16, 2016–17, 2017–18, 2018–19
- Володар Кубка шотландської ліги (4):

«Селтік»: 2014–15, 2016–17, 2017–18, 2018–19